# Cheval dans la république de Sakha
Le cheval fait l'objet d'un usage intensif dans la république de Sakha. Il est essentiel à la vie de la population turco-mongole locale. Les Iakoutes élèvent des chevaux aussi bien pour le transport que pour l'alimentation, le cuir, la fourrure et les crins. La nécessité vitale de cet élevage s'explique en grande partie par un rapport input-outpout très favorable : le poney Iakoute reçoit très peu de soins de la part des habitants et fournit énormément, tant en matières premières qu'en force de travail.

## Histoire
Longtemps, les ethnologues ont cru, à tort, que seul l'élevage du renne était pratiqué par les Iakoutes, peut-être par exotisme. Lorsque les cosaques russes conquièrent ce territoire, en 1634, ils rapportent au tsar qu'ils y ont rencontré un peuple cavalier. Les Iakoutes se servent du cheval pour tout, y compris comme unité monétaire : il est fréquent de dédommager un crime ou un délit en offrant un animal.

## Élevage

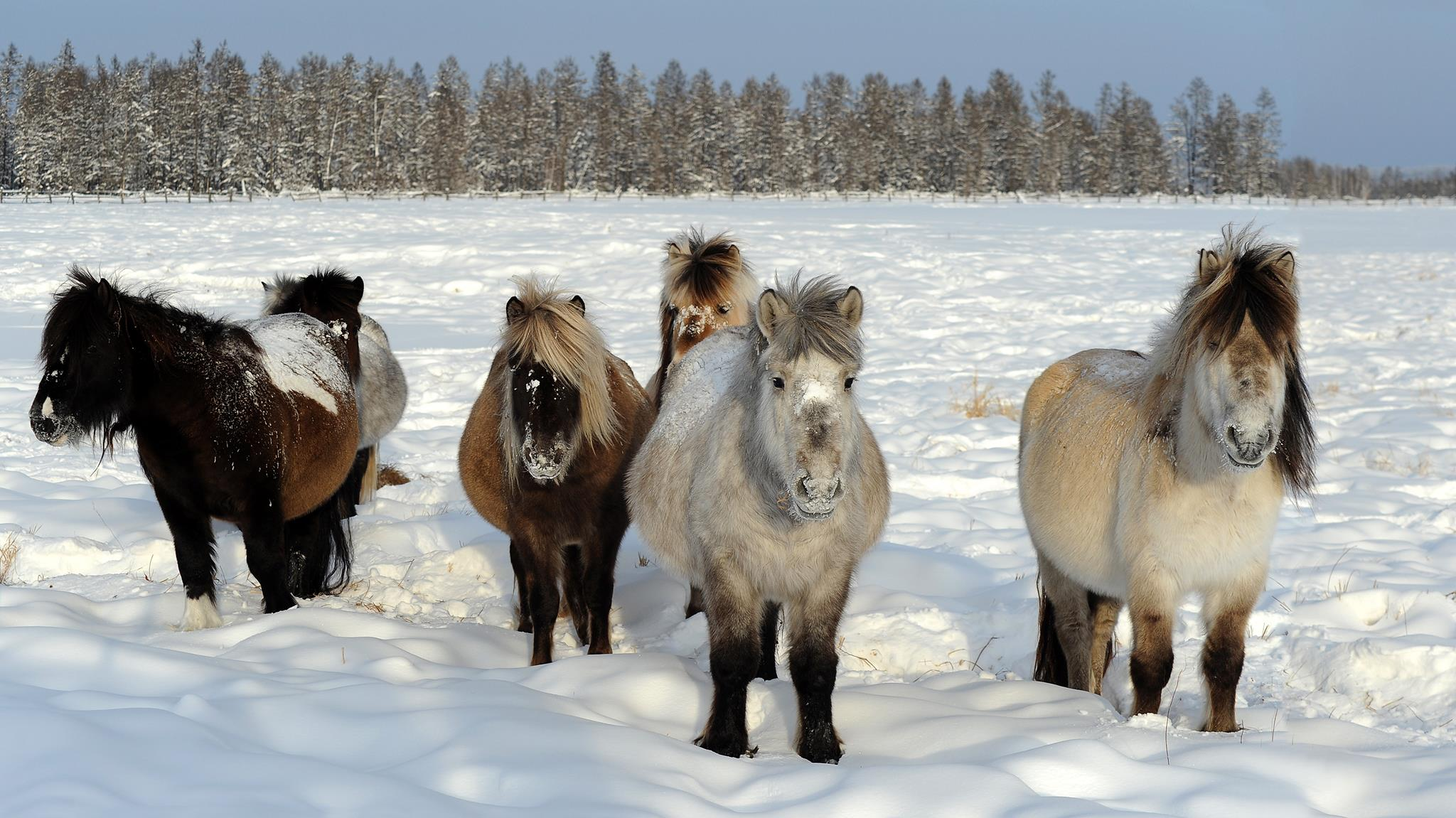
Groupe de poneys Iakoutes dans la neige.

La république de Sakha n'élève qu'une race chevaline, la seule à pouvoir supporter son climat : le poney Iakoute. Ils vivent à l'extérieur en semi-liberté toute l'année, sans recevoir de soins particuliers et sans écurie. Par conséquent, cet élevage est perçu comme très rentable. Le spécialiste local M. F. Gabyšev estime qu'aucun autre lieu au monde n'a un élevage de chevaux aussi important pour l'agriculture et la vie de la population.
Pour donner un aperçu de l'importance de cet élevage, Carole Ferret rappelle que les chevaux Iakoutes comptent pour 10 % du cheptel russe total en 2006, alors que les habitants ne représentent que 0,6 % de la population de Russie. En 1948, la république de Sakha compte 2 habitants pour un cheval. Le nombre de chevaux pourrait être encore plus important, car les habitants avaient l'habitude de mentir pendant les recensements russes en déclarant moins de chevaux qu'ils n'en possèdent réellement.

## Consommation

### Hippophagie
Toujours d'après Carole Ferret, les Iakoutes consomment régulièrement de la viande de cheval et n'ont aucun tabou sur cette consommation, contrairement à ce qui se passe dans les pays occidentaux. La carcasse entière est valorisée, y compris sa graisse et ses abats. L'absence de contradiction entre l'amour du cheval et la consommation provient du rapport des habitants avec ces animaux, beaucoup moins familier que le rapport entretenu avec les chevaux en Occident. Ainsi, les expositions autour du cheval dans la république de Sakha laissent une large place à des pièces de boucherie et de charcuterie. Les Iakoutes estiment par ailleurs que cette viande est très importante dans leur cuisine, qui compte beaucoup de produits animaux. De 1974 à 1978, les Iakoutes consomment en moyenne 14 kg de cheval par habitant et par an.

### Lait de jument
Les Iakoutes sont aussi des buveurs de lait de jument, consommé uniquement fermenté sous forme de kumiz, car une croyance veut que boire ce lait frais provoque des nausées. La fabrication du kumiz est une tradition très ancienne chez les peuples turco-mongols. Il sert surtout à la consommation personnelle, mais il est d'usage d'en offrir aux amis de passage. Le kumiz est crédité de nombreuses qualités. Il fut un temps interdit durant la période soviétique, puis sa production est encouragée par les autorités soviétiques à partir des années 1950, probablement davantage pour rationaliser la production (alors très artisanale) que pour l'encourager. La consommation de kumiz a beaucoup reculé dans la république de Sakha, sans doute à cause des contraintes de la traite. La production de kumiz par les sovkhozes iakoutes est de 500 tonnes en 1950 ; elle n'est plus que de 50 tonnes en 1999. On observe toutefois une reprise, car 134 tonnes ont été produites en 2008. Le déclin semble imputable au remplacement de cette consommation par le thé, plus simple à se procurer.

## Dans la culture

Armoiries de la république de Sakha.

Le cheval est l’emblème de la république de Sakha. En particulier lorsqu'il est monté, il est très présent dans la tradition orale et dans la vie religieuse. Les Iakoutes sont majoritairement animistes et voient les animaux comme la propriété d'esprits, qui les protègent et les attribuent parfois aux humains. Ainsi, les chevaux sont un don de Dööogöj Ajvy Tojon, auquel il est d'usage de faire des offrandes. Lors de ses recherches ethnographiques, W. Sieroszewski constate que le cheval est le seul animal auquel les sibériens attribuent une âme (kut). Ils lui accordent une place de choix dans l'Art et les effigies, en ville comme dans les campagnes, bien qu'il se soit raréfié dans la vie quotidienne.